# Trofeo Playa de Palma-Palma 2017
La 26.ª edición del Trofeo Playa de Palma-Palma  se llevó a cabo del 29 de enero de 2017. Fue el último trofeo de la Challenge Ciclista a Mallorca 2017 y la cuarta prueba del UCI Europe Tour 2017.
El trofeo fue ganado al sprint por el británico Daniel McLay (Fortuneo-Vital Concept) por delante del italiano Matteo Pelucchi (Bora-Hansgrohe) y del francés Nacer Bouhanni (Cofidis) .

## Equipos participantes
| WorldTeams (4)- Bora-Hansgrohe - Lotto-Soudal - Movistar Team - Sky Equipos continentales profesionales (6)- Caja Rural-Seguros RGA - Cofidis, Solutions Crédits - Fortuneo-Vital Concept - Gazprom-RusVelo - Novo Nordisk - Roompot-Nederlandse Loterij Equipos continentales (6)- Amore & Vita-Selle SMP-Fondriest - Bolivia - Burgos-BH - Euskadi Basque Country-Murias - Inteja-Dominican - Nice Cycling Team Equipos nacionales (3)- Alemania - España - Gran Bretaña |
| |

## Clasificación final
| \| Clasificación general \| Clasificación general \| Clasificación general \| Clasificación general \| Clasificación general \| \| Ciclista \| Ciclista \| Equipo \| Tiempo \| \| \| --------------------- \| --------------------- \| --------------------------- \| --------------------- \| --------------------- \| \| 1.º \| Daniel McLay \| Fortuneo-Vital Concept \| 3 h 43 min 31 s \| \| \| 2.º \| Matteo Pelucchi \| Bora-Hansgrohe \| + 0 s \| \| \| 3.º \| Nacer Bouhanni \| Cofidis, Solutions Crédits \| + 0 s \| \| \| 4.º \| André Greipel \| Lotto-Soudal \| + 0 s \| \| \| 5.º \| Raymond Kreder \| Roompot-Nederlandse Loterij \| + 0 s \| \| \| 6.º \| Coen Vermeltfoort \| Roompot-Nederlandse Loterij \| + 0 s \| \| \| 7.º \| Łukasz Wiśniowski \| Team Sky \| + 0 s \| \| \| 8.º \| Enrique Sanz \| España \| + 0 s \| \| \| 9.º \| Jonas Koch \| Alemania \| + 0 s \| \| \| 10.º \| Aleksandr Porsev \| Gazprom-RusVelo \| + 0 s \| \| |                   |                             |                 |
| |                   |                             |                 |
| Fuentes: ProCyclingStats Cycling Quotient Cycling Archives |                   |                             |                 |
| Clasificación general |                   |                             |                 |
| Ciclista | Ciclista          | Equipo                      | Tiempo          |
| 1.º | Daniel McLay      | Fortuneo-Vital Concept      | 3 h 43 min 31 s |
| 2.º | Matteo Pelucchi   | Bora-Hansgrohe              | + 0 s           |
| 3.º | Nacer Bouhanni    | Cofidis, Solutions Crédits  | + 0 s           |
| 4.º | André Greipel     | Lotto-Soudal                | + 0 s           |
| 5.º | Raymond Kreder    | Roompot-Nederlandse Loterij | + 0 s           |
| 6.º | Coen Vermeltfoort | Roompot-Nederlandse Loterij | + 0 s           |
| 7.º | Łukasz Wiśniowski | Team Sky                    | + 0 s           |
| 8.º | Enrique Sanz      | España                      | + 0 s           |
| 9.º | Jonas Koch        | Alemania                    | + 0 s           |
| 10.º | Aleksandr Porsev  | Gazprom-RusVelo             | + 0 s           |

## Clasificaciones secundarias
El resto de las clasificaciones fueron las siguientes:
- Montaña:  Nairo Quintana (Movistar)
- Metas Volantes:  Pello Olaberria (Euskadi Basque Country-Murias)
- Sprints Especiales:  Nairo Quintana (Movistar)
- Combinada:  Alejandro Valverde (Movistar)
- Equipos:  Roompot-Nederlandse Loterij